# Hemignathus obscurus
Hemignathus obscurus là một loài chim trong họ Fringillidae.